# Kaunaský železniční tunel
Kaunaský železniční tunel (litevsky Kauno geležinkelio tunelis) je jedním ze dvou existujících železničních tunelů v Litvě a jediným provozovaným železničním tunelem v Pobaltí. Tímto tunelem jezdí osobní vlaky mezi Vilniusem a Kaunasem. Kaunaský železniční tunel byl v roce 1996 zapsán do rejstříku nemovitých kulturních památek Litevské republiky.

## Důvody vytvoření
Po porážce ruského impéria v krymské válce vzrostl význam taktického využití moderních vynálezů, zejména železnice. V únoru 1851 se carská vláda Ruska rozhodla vybudovat železniční trať mezi Petrohradem a Varšavou v délce přibližně 1 250 kilometrů. Pruská vláda požádala Rusko o povolení zahájit stavbu železniční tratě z Wierzbołówa, které se nacházelo v blízkosti jeho hranic, směrem na Lentvaris přes Kaunas, ale terén v okolí centra Kaunasu je kopcovitý a pro přímou železniční dopravu nepříznivý. Hlavními a nejsložitějšími stavbami, které bylo třeba vybudovat, byly tunel a největší železniční most přes řeku Němen v Litvě. Stavba tunelu byla zahájena 15. května 1859, stavba mostu začala o něco dříve - koncem dubna 1859.

## Historie

### Výstavba

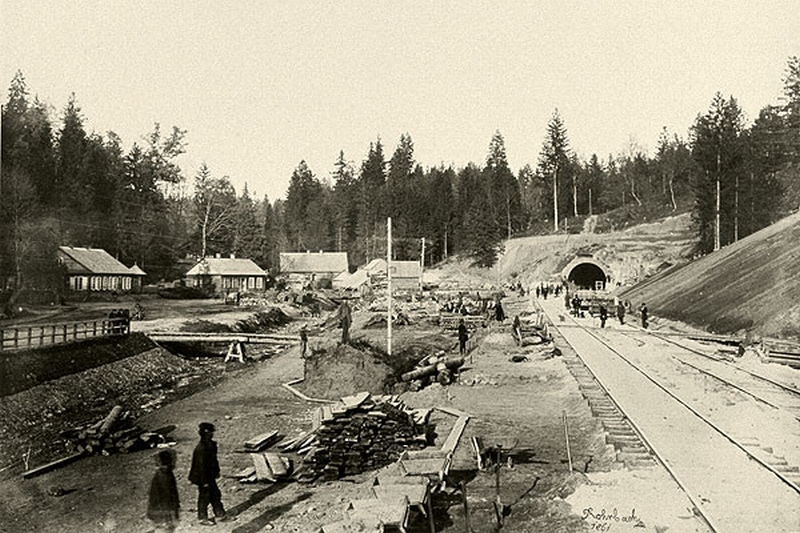
Výstavba tunelu

Železniční tunel Kaunas se stavěl v letech 1859–1861. Stavbu vyměřoval francouzský inženýr G. F. Perrot a také polsko-litevský inženýr Stanisław Kierbedź, na stavební práce byla najata firma Ernest Goüin et Cie. z Paříže. Tunel byl hlouben z obou stran v 30 metrů vysokém kopci pod obytnou čtvrtí Šančiai v Kaunasu. Profil tunelu má tvar podkovy. Horní část byla zhotovena z cihel, spodní část, která slouží jako suterén, je z žulových kamenů. V době výstavby tunelu bylo vybudováno sedm jam. Skrze ně mohly parní stroje odstraňovat vytěženou zeminu. Firma Ernest Goüin et Cie postavila také dvě cihelny v oblasti Šančiai a Petrašiūnai, protože na klenby tunelu, vodní propusti a další konstrukce byly potřeba obzvlášť kvalitní cihly. Léto roku 1860 bylo deštivé, a proto bylo mnoho vyrobených cihel shledáno vadnými. Aby bylo možné pokračovat ve stavbě, byly cihly nakoupeny a dodány z Nizozemska a Německa. Stavba tunelu byla dokončena 15. listopadu 1861. Dne 4. února 1862 byla zahájen provoz železničního mostu přes řeku Němen. Tunel byl uveden do provozu na jaře 1862.

### Období druhé světové války
Tunel byl otevřen pro dopravu v roce 1862. Nacházel se na odbočce Lentvaris – Kaunas – Virbalis směrem do Pruska na železnici Petrohrad – Varšava. Rozchod tunelu byl Němci během první světové války přestavěn na normální. Dne 30. července 1944 byl Kaunaský tunel bombardován ustupujícími ozbrojenými silami Německa. Největší výbuch zdeformoval 100 metrů dlouhý úsek tunelu. Sovětská armáda tunel obnovila o 1,5 měsíce později v roce 1944. Výbuchy změnily hydrologický stav tunelu. Voda začala tunel deformovat v letech 1947–1948. Menší rekonstrukce byla provedena v roce 1949.

### Rekonstrukce
V roce 1963 došlo v tunelu k železniční nehodě. V roce 1964 bylo rozhodnuto ponechat jednu kolej místo dvou. V roce 1975 byl trať elekrtizována. Protože poslední opravy tunelu byly provedeny až v roce 1972, nebyl železniční provoz kvůli stávajícímu havarijnímu stavu tunelu bezpečný a rychlost vlaků byla omezena na 40 km/h. V letech 2002–2003 provedla dánská společnost Niras úpravy studie proveditelnosti a v souladu se závěry této společnosti byla podána žádost o pomoc Evropské unie. Práce na projektu rekonstrukce tunelu byly zahájeny v roce 2007.

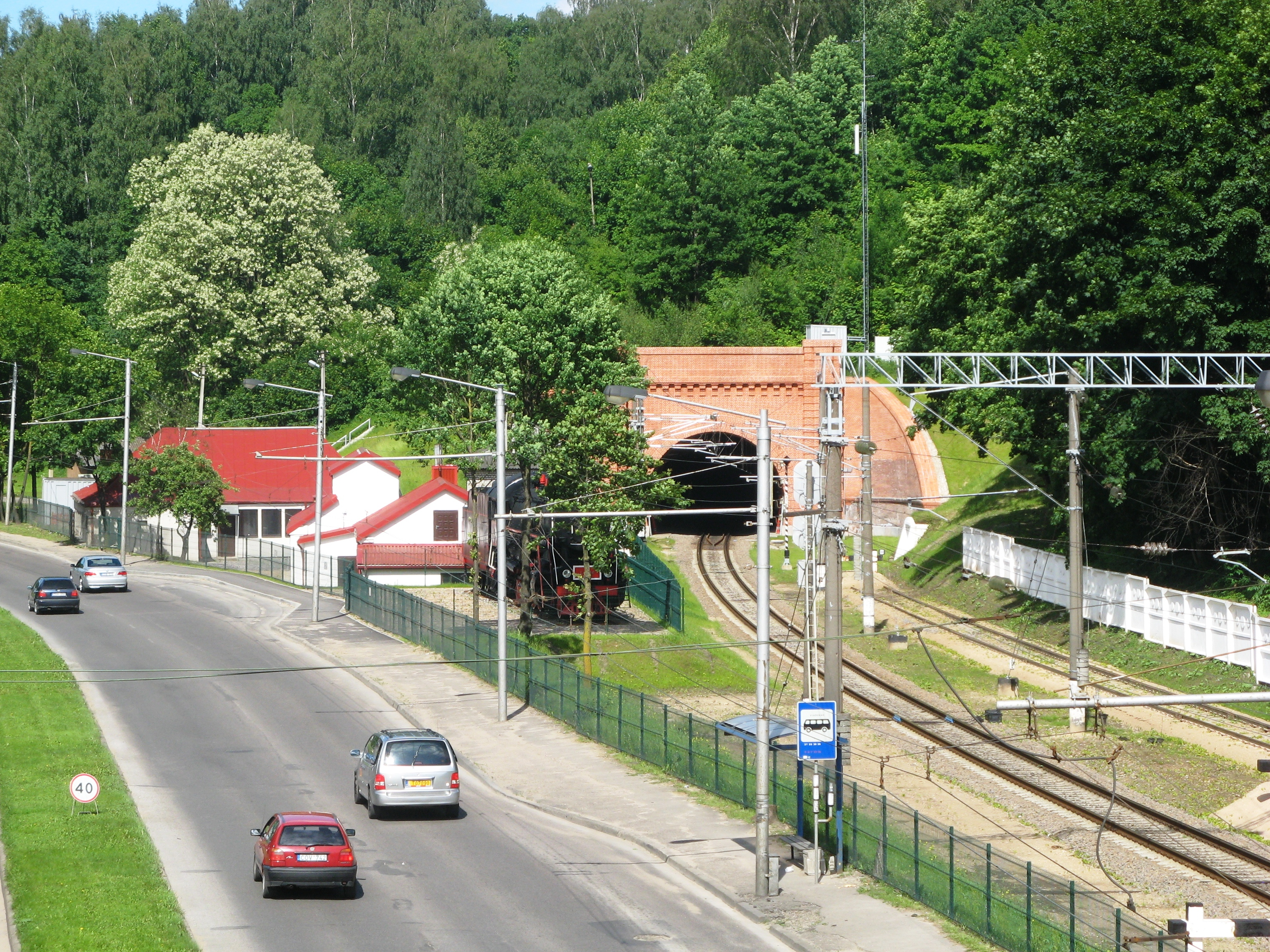
Vjezdový portál tunelu po rekonstrukci (2009)

Rekonstrukce tunelu proběhla v letech 2008 až 2009. Pro železniční dopravu byl uzavřen od 1. února 2008 a osobní doprava ze směru od Vilniusu přes Kaunas byla odkloněna z centrálního kaunaského nádraží na malou stanici v Petrašiunách. V jeho klenbách a stěnách byl použitý železobeton o síle 200 mm, byly přestavěny portály a zlepšeno odvodnění. Součástí rekonstrukce byla také instalace osvětlení v tunelu, vybavení kouřovými a vodními čidly spolu s požárním poplachovým systémem napojeným na centrální řídicí jednotku. Během rekonstrukce tunelu byl instalován výkonný hasicí systém. V roce 2009 byl v tunelu instalován nový požární systém. Trubky vybudované pod tunelem jsou okamžitě naplněny 35 krychlovými metry vody, která je následně rozprašována prostřednictvím speciálních postřikovačů, které lemují tunel. Je doplněn účinným systémem monitorování nebezpečí. Nový komunikační systém umožňuje v případě nouze přivolat pomoc. Tunel byl po rozsáhlé rekonstrukci otevřen 17. listopadu 2009. Po rekonstrukci byla rychlost dopravy v kaunaském tunelu zvýšena na 83 km/h.
V roce 2019 byl tunel opět rekonstruován. V tunelu byla instalována splítka rozchodů 1435 a 1520 mm. V kaunaském terminálu po propojení s polskou železnici, vzniklo nákladní překladiště vlaky evropské a širokorozchodné železnice.

### Data
- Délka tunelu: 1285 m (z toho 820 m přímá a 465 m v oblouku o poloměru 1000 m)[9]
- Výška: 6,6 m
- Šířka: 8,8 m
- Počet kolejí: splítka rozchodů 1435 mm a 1520 mm